# Asómatos
Asómatos är en ort i Cypern.   Den ligger i distriktet Eparchía Lemesoú, i den södra delen av landet, 70 km sydväst om huvudstaden Nicosia. Asómatos ligger 7 meter över havet och antalet invånare är 403. Den ligger på ön Cypern.
Terrängen runt Asómatos är platt åt sydost, men åt nordväst är den kuperad. Havet är nära Asómatos åt sydväst. Närmaste större samhälle är Limassol, 8,8 km nordost om Asómatos. 
Klimatet i området är subalpint. Årsmedeltemperaturen i trakten är 21 °C. Den varmaste månaden är augusti, då medeltemperaturen är 29 °C, och den kallaste är februari, med 13 °C. Genomsnittlig årsnederbörd är 510 millimeter. Den regnigaste månaden är december, med i genomsnitt 112 mm nederbörd, och den torraste är augusti, med 1 mm nederbörd.